# Claes Egnell
Claes Egnell   (Örebro, 29 de gener de 1916 - Falun, 15 de gener de 2012) fou un pentatleta i tirador suec que va competir en els Jocs Olímpics d'Estiu de 1948 i 1952. El 1948 va acabar 24è en la prova de pistola ràpida 25 metres del programa de tir. L'any 1952, formant equip amb Lars Hall i Torsten Lindqvist, va guanyar la medalla de plata en la competició per equips del programa de pentatló modern, mentre en la prova individual fou onzè. També va participar en la competició del pentatló d'hivern en els Jocs Olímpics d'Hivern de 1948, que es va celebrar com a esport de demostració. En la prova d'esquí alpí va patir una fractura a la cama que l'obligà a retirar-se.
A nivell nacional també va competir en esgrima, esquí de fons, tennis i equitació. El 1945 va rebre la medalla d'or Svenska Dagbladet per guanyar dos campionats suecs de pentatló modern.